# Tachibana Muneshige
Tachibana Muneshige (立花 宗茂?; 18 dicembre 1567 – 15 novembre 1643) è stato un militare giapponese, samurai e daimyō giapponese della fine del periodo Sengoku e inizio di quello Edo, capo più noto del clan Tachibana.
Noto in gioventù come Senkumamaru (千熊丸?) e chiamato anche Tachibana Munetora (立花 宗虎? o 立花 統虎?) fu il primogenito biologico di Takahashi Shigetane, un servitore del clan Ōtomo. Fu adottato da Tachibana Dōsetsu e in seguito sposò sua figlia Tachibana Ginchiyo, succedendo come capo del clan Tachibana.

## Biografia
Servitore del clan Ōtomo, combatté al fianco del padre durante l'assedio di Iwaya nel 1586. La difesa non ebbe successo e il padre di Muneshige commise seppuku mentre il castello cadeva nelle mani del clan Shimazu. Più tardi quello stesso anno Muneshige combatté per difendere il castello di Tachibana sempre contro gli Shimazu; quando divenne chiaro che anche questo castello sarebbe caduto, Muneshige uscì dal castello e inflisse pesanti perdite al clan Shimazu fuggendo.
Dopo essersi schierato con Toyotomi Hideyoshi nel 1587 durante la campagna di Kyūshū, Muneshige si separò dagli Ōtomo per diventare un daimyō indipendente. Gli fu assegnato il castello di Yanagawa nella provincia di Chikugo e il suo territorio circostante (del valore di circa 130.000 koku) come suo feudo, e guidò 2.500 uomini sotto il comando di Kobayakawa Takakage nella prima invasione della Corea di Hideyoshi. Nella seconda invasione della Corea, fu coinvolto nell'assedio di Ulsan, dove si distinse con coraggio. 
Decise di sostenere Ishida Mitsunari contro Tokugawa Ieyasu nel 1600 e guidò 1.000 uomini nell'assedio di Ōtsu (provincia di Ōmi). Anche se il castello cadde, Muneshige non fu in grado di combattere nella battaglia di Sekigahara a causa della durata dell'assedio. Nondimeno, fu privato dei suoi domini all'indomani della sconfitta di Mitsunari. Nel 1611 gli fu dato un feudo nello han di Tanakura (provincia di Mutsu, 20.000 koku) e riuscì a riavere il dominio di Yanagawa nel 1620.
Tachibana partecipò alla soppressione della ribellione di Shimabara nel 1637-1638. Morì nel 1642. I suoi discendenti rimasero nel suo feudo fino alla restaurazione Meiji e divennero conti dopo l'abolizione del sistema han.